# يو سايتشانغ
يو سايتشانغ (بالصينية: 于瑞章) هو لاعب كرة سلة صيني. مثّل منتخب بلاده. شارك في دورة الألعاب الأولمبية الصيفية سنة 1948.

## روابط خارجية
- يو سايتشانغ على موقع الاتحاد الدولي لكرة السلة (الإنجليزية)
- يو سايتشانغ على موقع سبورتس رفرنس (الإنجليزية)
- يو سايتشانغ على موقع أوليمبيديا (الإنجليزية)